# Kapitulation? - Nej!
Kapitulation? - Nej är en roman skriven av Gösta Gustaf-Janson och utgiven 1932.

## Handling
Kapitulation? - Nej! är en fortsättning på berättelsen i Krisår där skräddarsonen Kalle Karlin tar en mer central plats.